# 驼驼蒿
驼驼蒿（学名：Peganum nigellastrum）为蒺藜科骆驼蓬属下的一个种。